# Chapelle Sainte-Thérèse de Nice
Pour les articles homonymes, voir Sainte-Thérèse (homonymie).
La chapelle Sainte-Thérèse se situe au col des Quatre Chemins, à la limite entre les communes de Nice, Villefranche-sur-Mer et La Trinité. Datant du XXe siècle, elle relève du style néo-provençal. Pourvue d'un porche, elle comporte une abside semi-circulaire, et un clocher quadrangulaire. Abandonnée depuis une vingtaine d'années et vandalisée à plusieurs reprises, elle est aujourd'hui désaffectée.

## Présentation
Sur son parvis se trouve une construction abritant un portrait d'André Masséna partant pour la campagne d'Italie.